# Jagdhaus Lassmichinruh
Das Jagdhaus Lassmichinruh nordwestlich von Ramsen, auf der Gemarkung des Eisenberger Ortsteils Stauf (Donnersbergkreis, Rheinland-Pfalz) im Pfälzerwald diente als Jagdhaus dem damaligen NS-Gauleiter Josef Bürckel zum Freizeitaufenthalt. Heutiger Eigentümer ist das Land Rheinland-Pfalz.

## Geschichte
Der aus Lingenfeld in der Pfalz stammende Josef Bürckel (1895–1944) war ab 1925 NSDAP-Gauleiter in seiner Heimat. 1935 wurde der Gau um das Saarland vergrößert und hieß von da an Saar-Pfalz, später Westmark. Er bekleidete das hohe Parteiamt bis zu seinem Tod 1944. Sein Amtssitz war ab 1935 die Villa Böhm in Neustadt an der Weinstraße, wo er auch ein villenartiges Wohnanwesen besaß. Im Pfälzerwald bei Ramsen ließ sich Bürckel, ein leidenschaftlicher Jäger, etwa zeitgleich ein komfortables Jagdhaus errichten. In Anlehnung an die historischen Pfälzer Jagdhäuser Kehrdichannichts, Schaudichnichtum und Murrmirnichtviel nannte er es Lassmichinruh. Diesen Namen brachte er auch am Balkon der Frontseite an. Es existieren historische Fotos der Liegenschaft von 1937. In diesem Jahr war das Haus mit Sicherheit fertiggestellt.
Bürckel verbrachte hier oft seine Freizeit mit Parteifreunden und Größen des NS-Regimes. Von alten Einwohnern des Ortes wird berichtet, der jagdbegeisterte Hermann Göring sei mehrfach als Gast dort gewesen.
Das Jagdhaus wurde nach Ende der NS-Zeit enteignet und gehört heute dem Land Rheinland-Pfalz. Es ist etwas heruntergekommen, baulich jedoch gut erhalten (2016).

## Baubestand
Das Anwesen liegt zwischen Ramsen und dem Göllheimer Häuschen im Wald, westlich der Landesstraße 396. Es ist in einen nach Südwesten abfallenden Hang hineingebaut und besitzt eine gute Fernsicht. Das repräsentative Haus ist zweistöckig, mit einem aus verfugten Buntsandsteinen aufgemauerten Erdgeschoss und zwei Holzstockwerken, die schöne Schnitzverzierungen aufweisen. Im ersten Obergeschoss befindet sich eine geräumige Veranda, zu der nördlich eine zusätzliche Außentreppe aus Stein führt. Mittig hat die Veranda eine alkovenartige Verlängerung ins Hausinnere hinein, vermutlich um wetterunabhängig geschützt im Freien sitzen zu können. Das zweite Obergeschoss besitzt einen oval nach außen gebauchten Balkon. Daran war einst der heute verschwundene Hausname Lassmichinruh angebracht. Ein geschnitzter Hase und ein ebensolcher Jagdhund, die früher das Namensschild einrahmten, sind erhalten. Die überstehenden Dachsparren der Frontseite sind mit Pflanzenschnitzwerk geschmückt. Die Außenwände der beiden Holzstockwerke bestehen aus schindelartig übereinanderliegenden, massiven und hell gestrichenen Holzbrettern. Im Erdgeschoss (Außenbereich) sind unter der Veranda noch die Reste eines zeitgenössischen gefliesten Swimmingpools erkennbar.

## Galerie

Historische Aufnahme, 1937
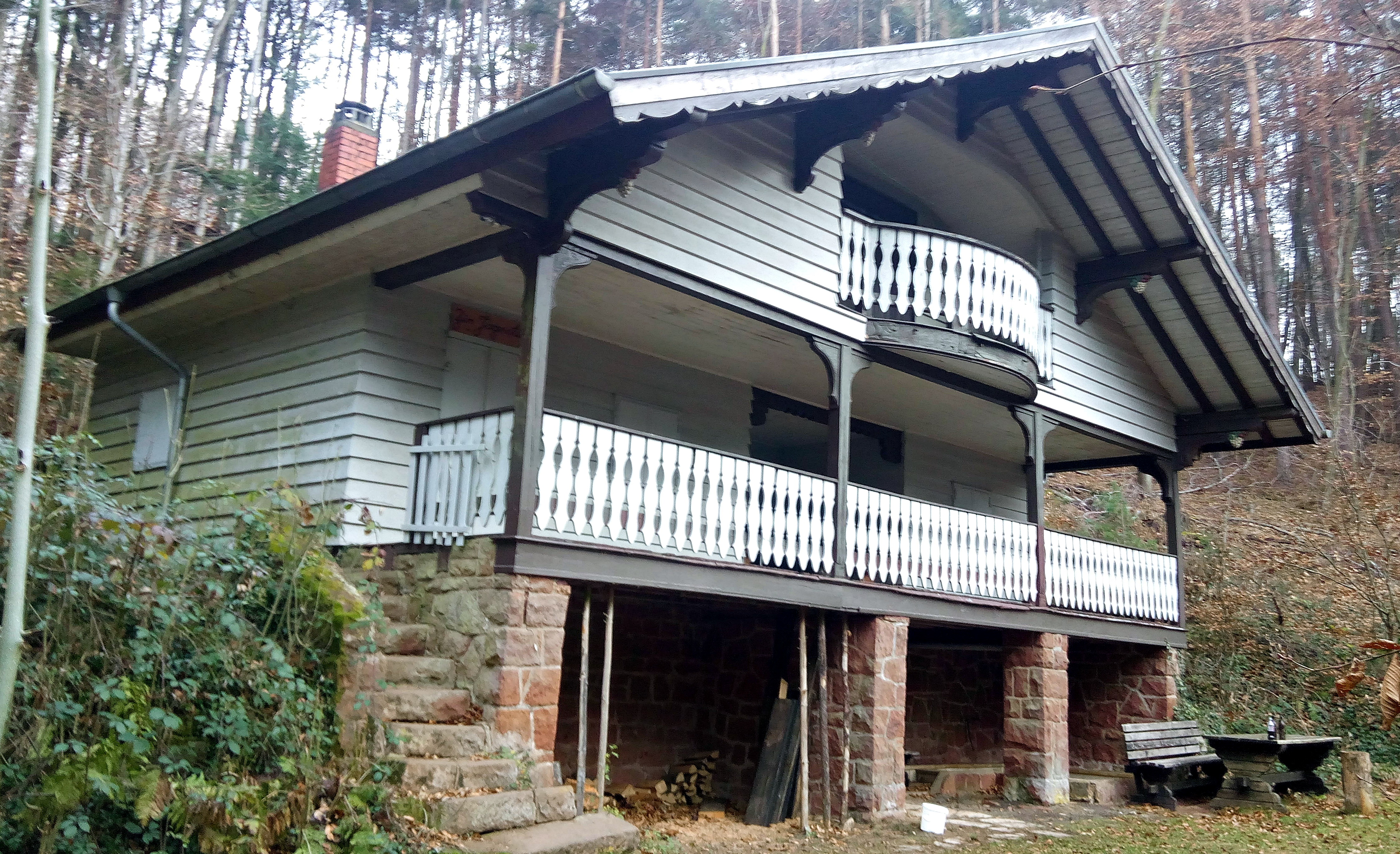
Jagdhaus Lassmichinruh, 2016
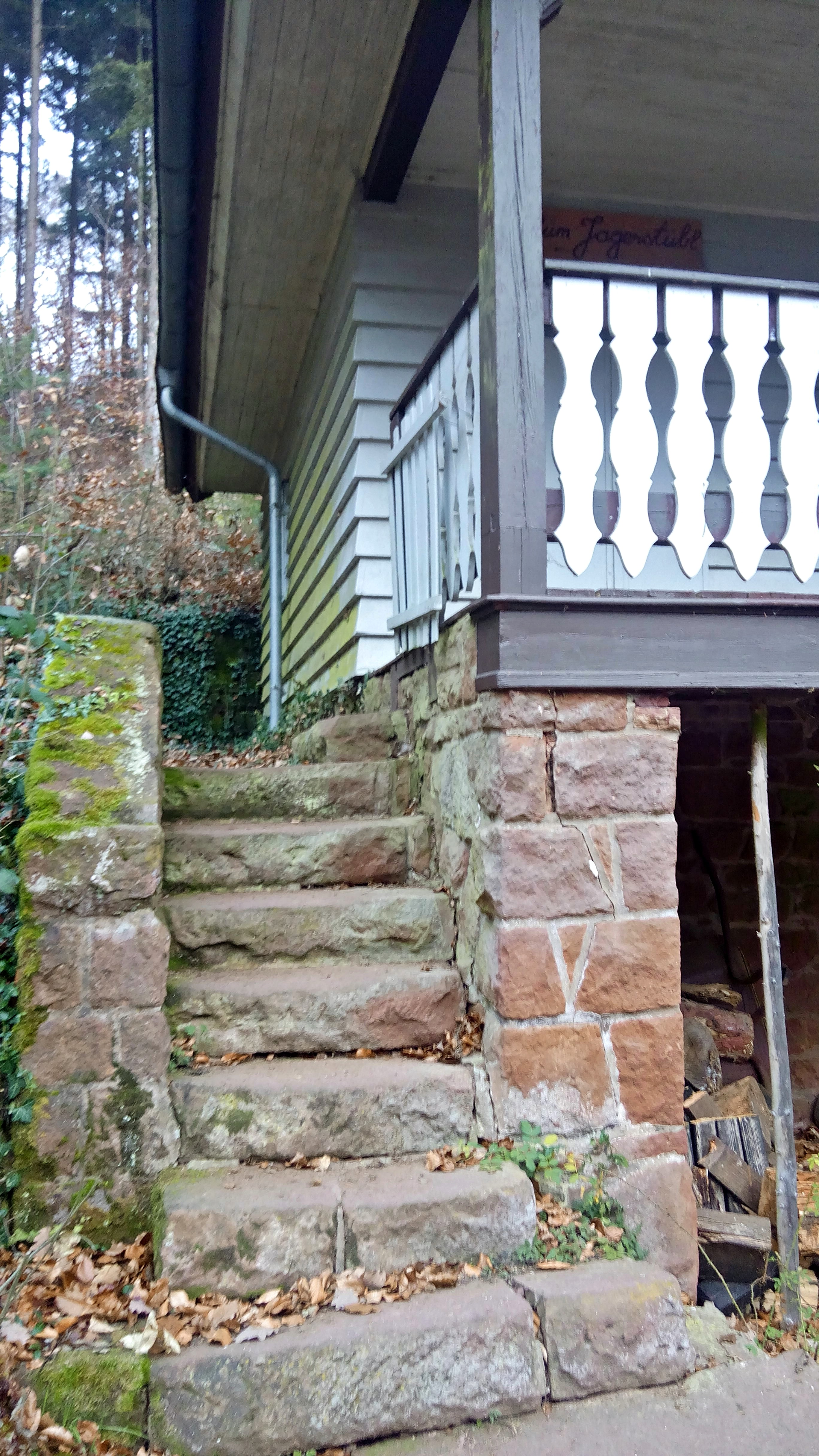
Freitreppe zur Veranda
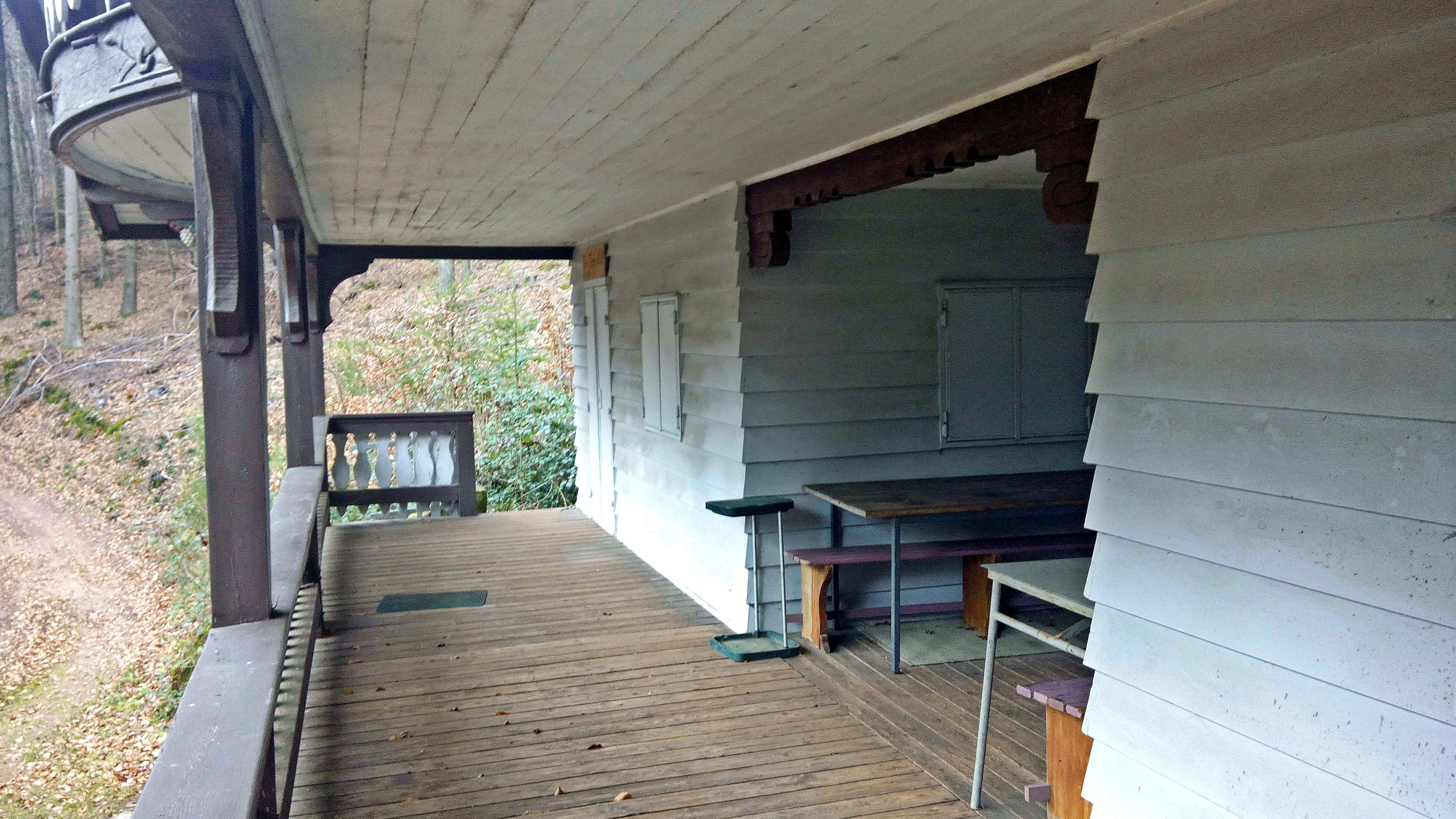
Veranda
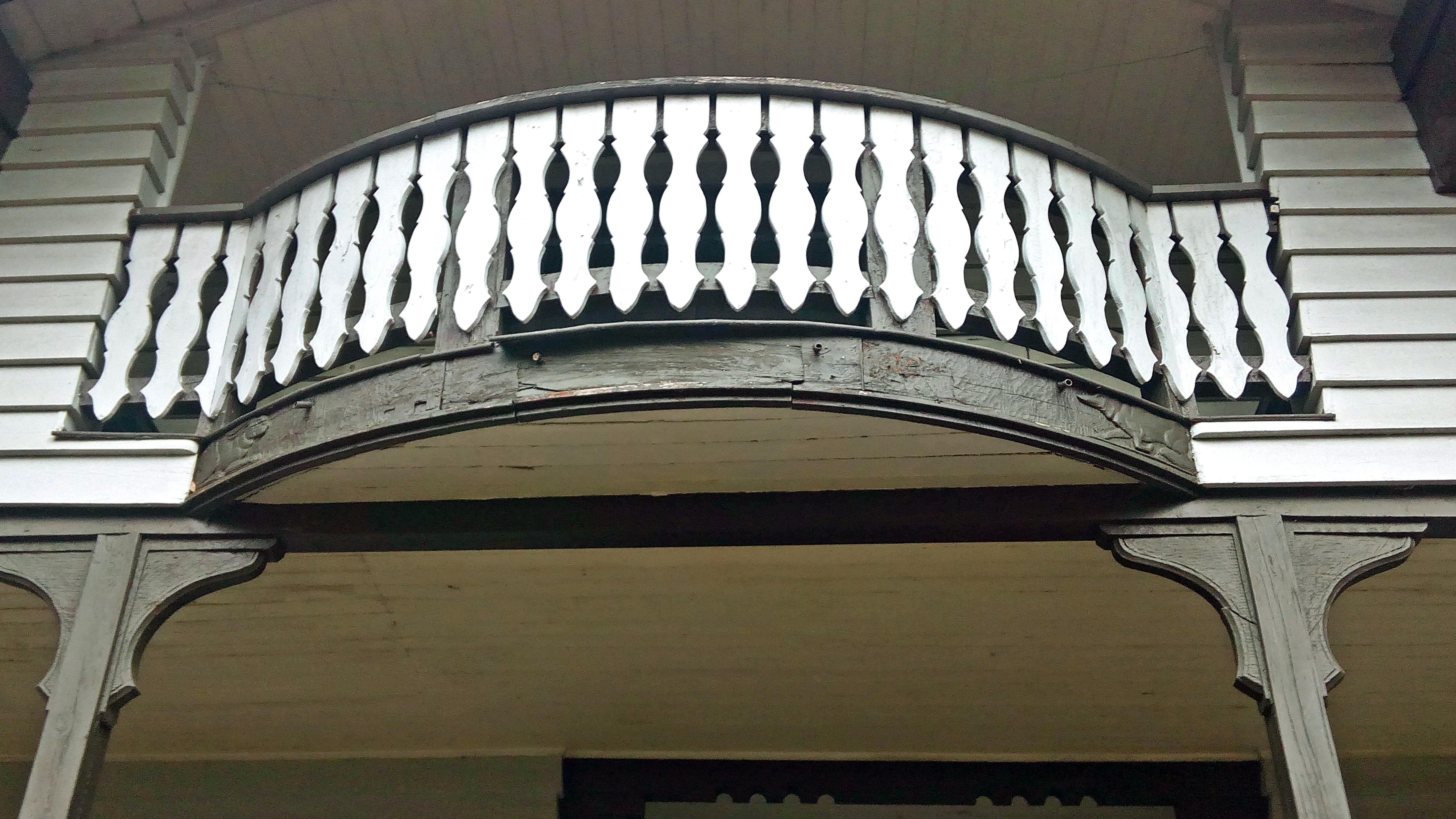
Balkon mit Figuren
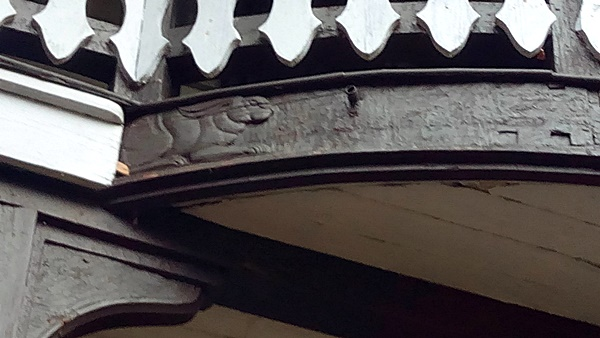
Geschnitzter Hase am Balkon
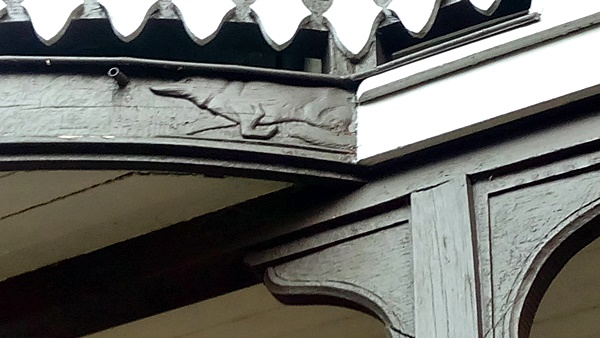
Geschnitzter Hund am Balkon
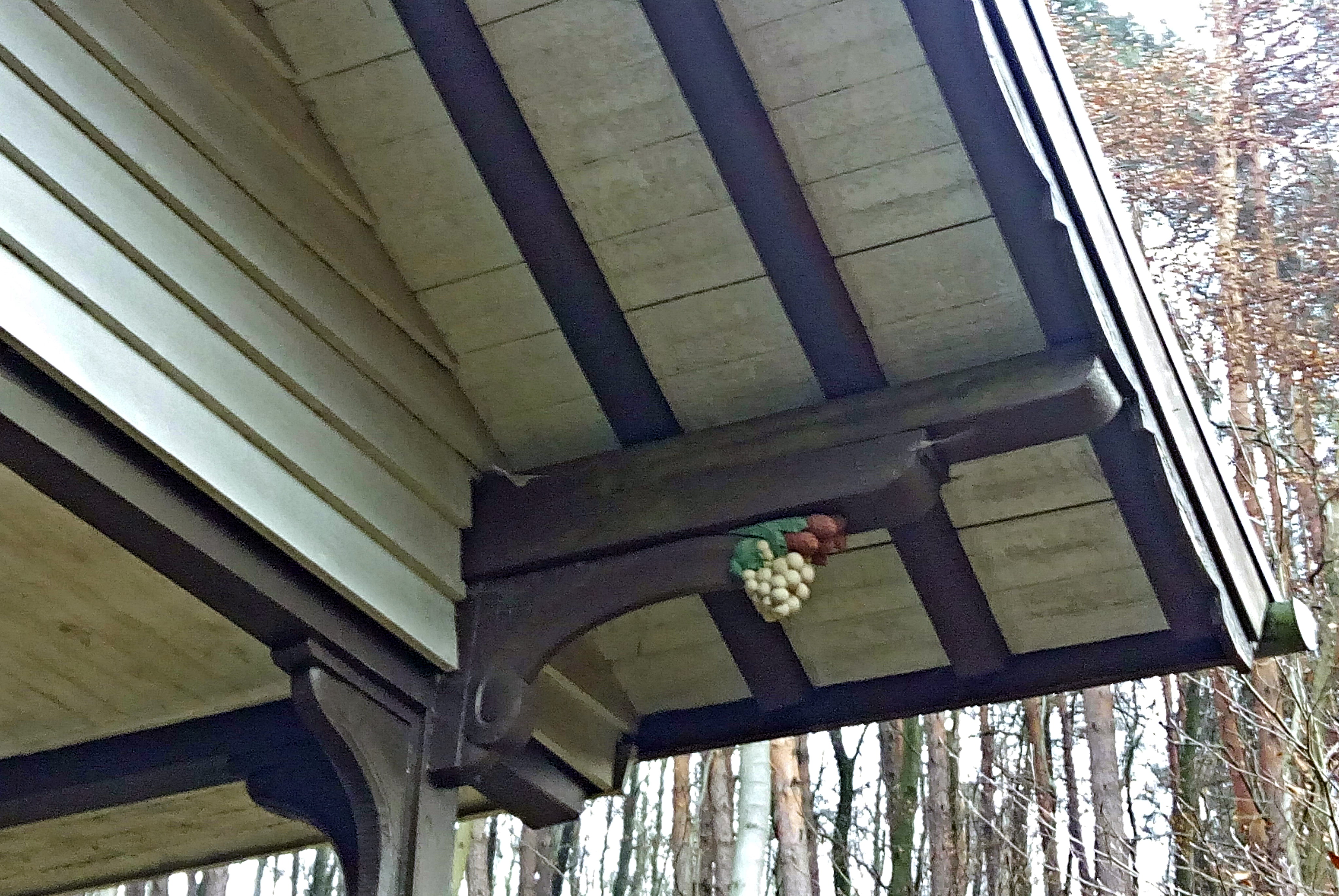
Schnitzwerk an Dachsparren
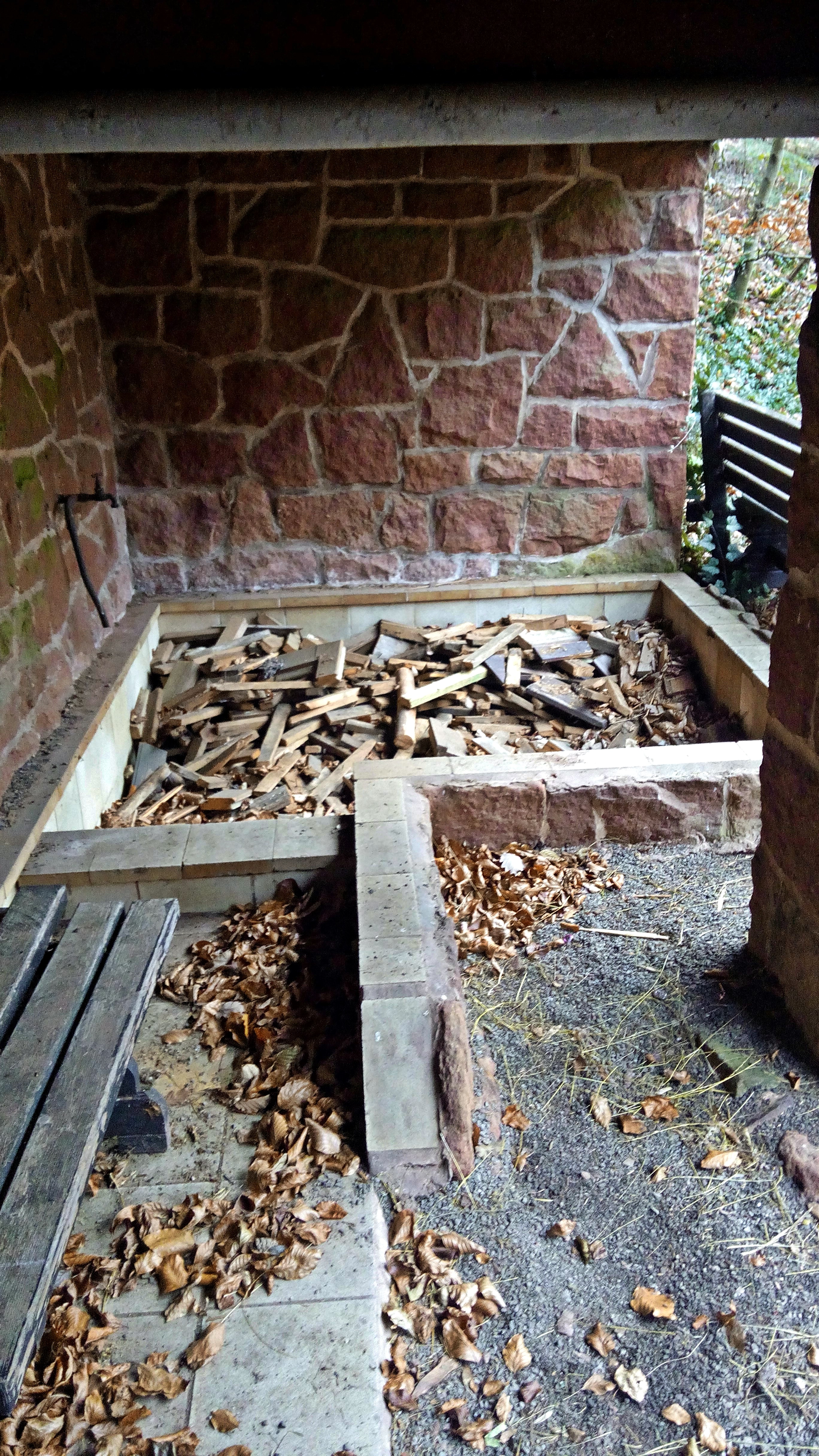
Ehem. Swimmingpool
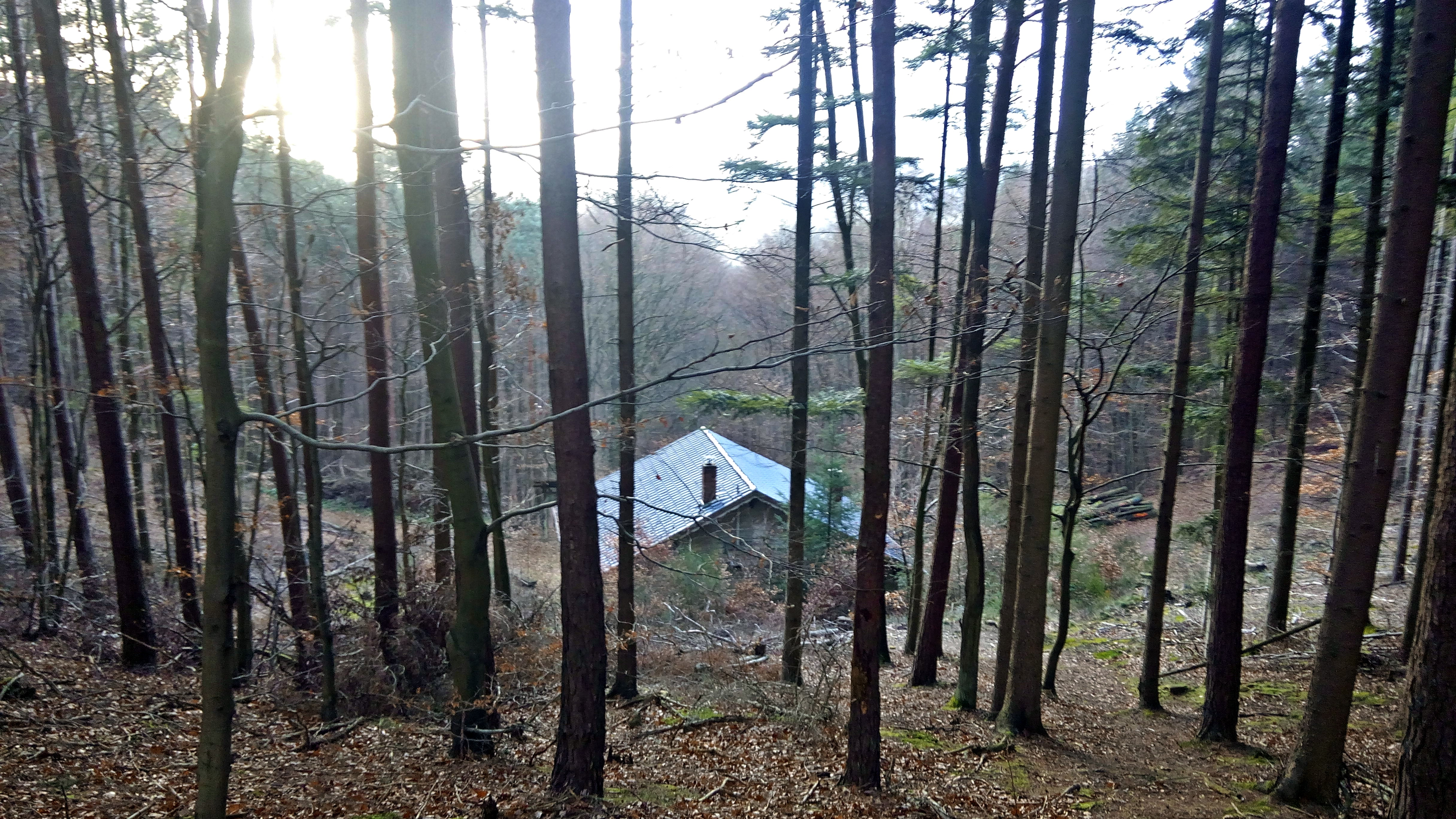
Ansicht von Osten (Rückseite)